# (32644) 2723 P-L
2723 P-L (asteroide 32644) é um asteroide da cintura principal. Possui uma excentricidade de 0.06564540 e uma inclinação de 4.06167º.
Este asteroide foi descoberto no dia 24 de setembro de 1960 por Cornelis Johannes van Houten e Ingrid van Houten-Groeneveld e Tom Gehrels em Palomar.